# David Cardoso
David Cardoso (nome artístico de José Darcy Cardoso, Maracaju, 9 de abril de 1943) é um ator, diretor e produtor brasileiro.
É conhecido também como o "Rei da Pornochanchada", devido ao fato de ter sido um ator popular nas comédias eróticas dos anos 70.

## Biografia

### Carreira
Desde jovem se interessou muito por cinema. Em 1963, mudou-se para São Paulo e inicia-se primeiro na técnica, trabalhando como continuísta e diretor de produção na Pam Filmes, empresa criada por Amácio Mazzaropi, um dos mais importantes atores cômicos do Brasil. E é exatamente num desses filmes, mais precisamente em O Lamparina, em 1963, que estreia como ator, fazendo uma pequena ponta. Sua estreia oficial acontece em 1966, no filme O Corpo Ardente, de Walter Hugo Khouri.
Chega ao estrelato em 1971 em A Moreninha (1970), filme de Glauco Mirko Laurelli baseado no romance homônimo de Joaquim Manuel de Macedo. Em 1973 funda a Dacar Produções Cinematográficas, produtora de quase todos os seus filmes subsequentes. Estreia na direção em 1977, no filme Dezenove Mulheres e Um Homem.
Como ator, participa de mais de quarenta filmes e da novela O Homem Proibido em 1982, na Rede Globo, onde era o protagonista sendo motivo de protesto do público conservador devido sua passagem marcante pelo cinema da Pornochanchada. Entre os filmes destacam-se Noite Vazia (1964), Amadas e Violentadas (1975) e O Dia do Gato (1987). Colaborou em peças teatrais como O menino do polegar verde (1973) de Oscar Felipe. E alguns atores da época, como Sergio Francisco, Antônio de Oliveira (Tunico), Celio Matheus e Lazinho entre outros.

### Vida pessoal
É pai dos também atores David Cardoso Júnior e Tallyta Cardoso e, assim como o filho, já posou para a revista G Magazine em 1999, sendo capa de uma das edições deste mesmo ano.
Revelou já ter tido "três ou quatro" relações homossexuais.
Atualmente vive em Mato Grosso do Sul, em sua fazenda no Pantanal, a 50 metros do Rio Aquidauana.

## Filmografia

### Como ator

#### Cinema
| Ano  | Título                                     | Personagem            |
| ---- | ------------------------------------------ | --------------------- |
| 1963 | O Lamparina                                | Rapaz da fazenda      |
| 1964 | Meu Japão Brasileiro                       |                       |
| 1964 | Noite Vazia                                | Rapaz desavisado      |
| 1964 | Vidas Estranhas                            | Enfermeiro            |
| 1966 | Corpo Ardente                              | Sobrinho              |
| 1967 | Férias no Sul                              | Celso                 |
| 1968 | Agnaldo, Perigo à Vista                    | Baby                  |
| 1970 | A Moreninha                                | Augusto               |
| 1970 | Os Maridos Traem... e as Mulheres Subtraem | Johnny Aleluia        |
| 1970 | Se Meu Dólar Falasse                       | Gustavo               |
| 1971 | A Herança                                  | Augusto               |
| 1971 | A Infidelidade ao Alcance de Todos         | Caito                 |
| 1971 | Quando as Mulheres Paqueram                |                       |
| 1972 | Corrida em Busca do Amor                   | Ronaldo               |
| 1972 | Sinal Vermelho - as Fêmeas                 | Nivaldo               |
| 1973 | Caingangue, A Pontaria do Diabo            | Caingangue            |
| 1973 | Trindade… é Meu Nome                       | Trindad               |
| 1974 | A Ilha do Desejo                           | Gilberto              |
| 1974 | Sedução                                    | Omar                  |
| 1974 | Caçada Sangrenta                           | Nequinho              |
| 1976 | Amadas e Violentadas                       | Leandro               |
| 1976 | Possuídas pelo Pecado                      | André Albino de Souza |
| 1977 | Dezenove Mulheres e Um Homem               | Rubens                |
| 1978 | Bandido, Fúria do Sexo                     | Teo                   |
| 1979 | Desejo Selvagem                            | Tigre                 |
| 1979 | E Agora José? - Tortura do Sexo            |                       |
| 1979 | O Amante de Minha Mulher                   | André                 |
| 1979 | O Guarani                                  | Peri                  |
| 1980 | Corpo Devasso                              | Beto                  |
| 1981 | Pornô!                                     | Romano                |
| 1981 | As Seis Mulheres de Adão                   | Adão                  |
| 1982 | A Noite das Taras II                       |                       |
| 1983 | A Freira e a Tortura                       | Delegado              |
| 1983 | Caçadas Eróticas                           | Ricardo               |
| 1983 | Corpo e Alma de Mulher                     |                       |
| 1984 | Tentação na Cama                           | Roberto               |
| 1985 | Estou com Aids                             |                       |
| 1985 | Novas Sacanagens do Viciado em C...        |                       |
| 1987 | O Dia do Gato                              | Gato                  |
| 1998 | A Hora Mágica                              | Delegado Bandeira     |
| 2013 | Corpo Presente                             | Reginaldo             |
| 2016 | Histórias de Alice                         | Castilho/Alfredo      |

#### Televisão
| Ano  | Título                | Personagem    |
| ---- | --------------------- | ------------- |
| 1967 | O Grande Segredo      | Cássio        |
| 1979 | Cara a Cara           | Tonho         |
| 1982 | O Homem Proibido      | Paulo Villani |
| 1985 | Uma Esperança no Ar   | Ricardo       |
| 1992 | Despedida de Solteiro | Corumbá       |
| 1992 | Pedra Sobre Pedra     | Participação  |
| 1992 | Perigosas Peruas      | Participação  |
| 2004 | Da Cor do Pecado      | Pimenta       |
| 2006 | Carga Pesada          | Tubarão       |

### Como diretor
| Ano  | Título                              |
| ---- | ----------------------------------- |
| 1977 | As Seis Mulheres de Adão            |
| 1977 | Dezenove Mulheres e Um Homem        |
| 1978 | Bandido, Fúria do Sexo              |
| 1979 | Desejo Selvagem                     |
| 1980 | A Noite das Taras                   |
| 1980 | Aqui, Tarados!                      |
| 1981 | Pornô!                              |
| 1983 | Caçadas Eróticas                    |
| 1983 | Corpo e Alma de Mulher              |
| 1985 | Estou com AIDS                      |
| 1985 | O Viciado em C...                   |
| 1985 | Novas Sacanagens do Viciado em C... |
| 1986 | Sexo Cruzado                        |
| 1986 | Troca-Troca do Prazer               |
| 1987 | O Dia do Gato                       |